# Lysimachia
- Commons
- Wikispecies

Lysimachia L. é um género botânico pertencente à família Myrsinaceae.

## Sinonímia
| - Apochoris Duby - Asterolinon Hoffmanns. & Link | - Naumburgia Moench - Steironema Raf. |

## Espécies
| - Lysimachia azorica - Lysimachia ciliatum - Lysimachia clethroides - Lysimachia fraseri - Lysimachia nemorum - Lysimachia nummularia | - Lysimachia punctata - Lysimachia quadrifolia - Lysimachia sertulata - Lysimachia terrestris - Lysimachia vulgaris |

- Lista completa

## Classificação do gênero
| Sistema | Classificação                      | Referência               |
| ------- | ---------------------------------- | ------------------------ |
| Linné   | Classe Pentandria, ordem Monogynia | Species plantarum (1753) |